# Honaz Dağı
Der Honaz Dağı ist ein 2528 m hoher Berg in der Provinz Denizli im Südwesten der Türkei, 17 km südöstlich der Provinzhauptstadt Denizli und 3 km südwestlich der gleichnamigen Stadt Honaz. Außerdem ist er die höchste Erhebung der Ägäisregion. Vom Honaz Dağı zieht sich das Gebirge Gölgeli Dağları weiter nach Süden und erreicht im Bozdağ 2419 m Höhe und im Kızılhisar Dağı 2241 m Höhe. Das Gebirge Akdağ zieht sich vom Honaz Dağı weiter nach Westen und erreicht im Babadağ und Karcı Dağı 2308 m Höhe.
Der Berg ist mit Wäldern bedeckt, die vor allem auf der nördlichen Seite des Berges besonders dicht sind. Ein Projekt des früheren Bürgermeisters von Honaz, Recep Yazıcıoğlu, zur Errichtung eines Skigebiets ist bisher unverwirklicht geblieben.
Auf dem Honaz Dağı wird auch das Nutzwasser von Honaz gespeichert.

## Geschichte
Der Honaz Daği war während des Zweiten Kreuzzugs Schauplatz eines Angriffs auf das französische Kreuzzugsheer, in dessen Gefolge sich der französische König Ludwig VII. und seine Ehefrau Eleonore von Aquitanien befanden. Die wesentlichen Quellen für die Ereignisse am Berg Honaz Dağı sind Berichte von Odo von Deuil und Wilhelm von Tyrus. Der detailliertere Bericht stammt von dem königlichen Kaplan Odo von Deuil, der Ludwig während des Kreuzzuges begleitete. Er nennt als Befehlshaber der bewaffneten Vorhut den aquitanischen Edelmann Gottfried von Rancon sowie den Grafen von Maurienne, einen Onkel Ludwigs. Gegen den Befehl des Königs begann die Vorhut den Honaz Dağı zu überqueren, als sie den Fuß des Berges gegen Mittag erreicht hatte und sich bis dahin keine feindlichen Kräfte gezeigt hatten. Dabei entfernte sich die Vorhut immer weiter vom Hauptpulk der Kreuzfahrer, dem eine bewaffnete Nachhut unter Befehl Ludwigs folgte. Beim Angriff des türkischen Heeres auf den Hauptpulk konnte nur Ludwig mit seiner Nachhut diesem zur Hilfe eilen und wurde dabei vernichtend geschlagen. Wilhelm von Tyrus’ Bericht über die Ereignisse am Berg Honaz Dağı ist wesentlich weniger detailliert, er nennt als Verantwortlichen lediglich Gottfried von Rancon. Eleonore von Aquitanien, der spätere Chronisten eine wesentliche Mitschuld an der Vernichtung des französischen Kreuzzugsheer vorgeworfen wurde, wird in keiner der beiden Chroniken erwähnt. Später entstandene Berichte über den Kreuzzug behaupten in Missachtung der Hauptquellen, dass es die mit der Vorhut reisende Eleonore war, die Gottfried von Rancon veranlasste habe, anders als befohlen zu handeln.